# Стрінгтаун (Оклахома)
Стрінгтаун (англ. Stringtown) — місто (англ. town) в США, в окрузі Атока штату Оклахома. Населення — 419 осіб (2020).

## Географія
Стрінгтаун розташований за координатами 34°28′4″ пн. ш. 96°3′12″ зх. д. / 34.46778° пн. ш. 96.05333° зх. д. (34.467738, -96.053265).  За даними Бюро перепису населення США в 2010 році місто мало площу 12,25 км², з яких 12,09 км² — суходіл та 0,15 км² — водойми. В 2017 році площа становила 14,62 км², з яких 14,46 км² — суходіл та 0,16 км² — водойми.

## Демографія
Згідно з переписом 2010 року, у місті мешкало 410 осіб у 174 домогосподарствах у складі 118 родин. Густота населення становила 33 особи/км².  Було 227 помешкань (19/км²).
Расовий склад населення:
| - 66,8 % — білих - 14,6 % — корінних американців - 6,1 % — чорних або афроамериканців |

До двох чи більше рас належало 11,7 %. Частка іспаномовних становила 3,9 % від усіх жителів.
За віковим діапазоном населення розподілялося таким чином: 19,0 % — особи молодші 18 років, 62,5 % — особи у віці 18—64 років, 18,5 % — особи у віці 65 років та старші. Медіана віку мешканця становила 44,4 року. На 100 осіб жіночої статі у місті припадало 102,0 чоловіків;  на 100 жінок у віці від 18 років та старших — 102,4 чоловіків також старших 18 років.
Середній дохід на одне домашнє господарство  становив 51 290 доларів США (медіана — 39 732), а середній дохід на одну сім'ю — 57 594 долари (медіана — 45 893). Медіана доходів становила 30 500 доларів для чоловіків та 23 393 долари для жінок. За межею бідності перебувало 10,6 % осіб, у тому числі 23,9 % дітей у віці до 18 років та 9,2 % осіб у віці 65 років та старших.
Цивільне працевлаштоване населення становило 151 осіб. Основні галузі зайнятості: освіта, охорона здоров'я та соціальна допомога — 17,9 %, мистецтво, розваги та відпочинок — 17,2 %, сільське господарство, лісництво, риболовля — 13,2 %, роздрібна торгівля — 10,6 %.